# 利奥·卡达诺夫
利奥·菲利普·卡达诺夫（英語：Leo Philip Kadanoff，1937年1月14日—2015年10月26日），美国物理学家。他是芝加哥大学的物理学教授（2004年荣誉退休） 和美国物理学会（APS）的前主席。 他对统计物理，混沌理论，凝聚态物理等领域做出了贡献。

## 生平
卡达诺夫成长于美国纽约。他在哈佛大学获得了物理学学士学位和博士学位，之后在哥本哈根尼尔斯·玻尔研究所从事博士后研究。1965年，他加入了伊利诺伊大学物理学院。

## 部分出版物
- "Scaling laws for Ising models near {\displaystyle T_{c}}", Physics 2(263), 1966. (The seminal paper for the development of renormalization group theory; see History of renormalization group theory.)
- "Operator Algebra and the Determination of Critical Indices", Phys. Rev. Lett. 23(1430), 1969. (The seminal paper for the development of conformal field theory; see History of conformal field theory.)